# Nuc (esport)
Ilias Bizriken, plus connu sous le pseudonyme de Nuc ou anciennement Nuclearint, est un joueur français d'origine Franco marocaine de League of Legends évoluant au poste de midlaner pour l'équipe suisse Team BDS.

## Biographie
Durant son adolescence, Ilias commence à jouer à League of Legends puis devient Challenger alors qu'il est encore très jeune. Il se fait alors un nom dans la communauté française et participe à la Lyon e-Sport 2019. Il jouera ensuite plus régulièrement des matchs compétitifs fin 2019 pour l’équipe amateur BlackMICE, avec qui il remporte notamment la ligue PCS et se fait un nom parmi les midlaners français les plus prometteurs.

### Saison 2020
Après une demi-finale de la première étape de l’OpenTour France 2020, l’équivalent de la 3e division française de League of Legends, il est recruté en février par l’équipe Unfazed Esports en 2e division. Cette équipe sera rachetée quelques semaines après son arrivée par Kameto et deviendra la Kameto Corp. Après un bon parcours en championnat, l’équipe se retrouve à égalité avec la Team Oplon mais manque la qualification en première division après une défaite en tiebreak pour la 2e place. Cependant, après le refus de montée de Team Oplon pour raisons financières, c’est la Kameto Corp qui récupère sa place en LFL.

### Saison 2021
Devenue Karmine Corp durant l’intersaison après l’arrivée de Prime, Nuclearint n'est pas conservé, remplacé par Saken. Il prend alors la direction de l'Allemagne en signant chez Schalke 04 Evolution, l'équipe académique de la structure présente en LEC, Schalke 04. Malgré un segment de printemps plutôt moyen, Schalke parvient à se qualifier pour les play-offs et les excellentes performances de Nuclearint lui permettront d'accrocher une 3e place, synonyme de qualification pour les European Masters. Après avoir franchi la phase préliminaire, l'équipe allemande se retrouve dans la même poule que la Karmine Corp, l'ancienne équipe d'Ilias. Malgré un bon début de tournoi qui les verra battre le futur finaliste BT Excel, Schalke 04 Evolution échoue à seulement une victoire de la qualification en phase finale après une débâcle en dernière journée.
Pour le segment d’été, bien que souhaitant conserver son effectif après un très bon segment, l’équipe LEC de Schalke 04 est contrainte de se séparer de son midlaner allemand Abbedagge en partance pour les LCS. Les bonnes performances de Nuclearint en ligue allemande et aux European Masters vont alors convaincre les dirigeants de l’équipe LEC de le promouvoir. Ainsi, à seulement 18 ans et après un seul segement en ligue régionale, Nuclearint rejoint la grande équipe de Schalke 04 et touche déjà du doigt le plus haut niveau européen.

### Saison 2022
À la suite du rachat de la place de Schalke 04, il reste dans la structure qui devient Team BDS. Il y retrouve Adam, ami et ancien coéquipier à la Kameto Corp. Dans un effectif jeune mais prometteur, les résultats ne seront pas du tout au rendez-vous puisque l'équipe Suisse terminera avant-dernière de son premier segment de LEC.
Pour le segment d'été, de nombreux changements ont lieu dans l'effectif mais Nuclearint est maintenu. Cependant, les résultats ne s'amélioreront guère puisque Team BDS terminera dernière de LEC. A la fin de cette année difficile, Ilias est tout de même conservé et il décide de changer de pseudonyme pour devenir « Nuc ».

### Saison 2023
Désormais 3 français dans l'équipe LEC après la promotion de Adam (entre-temps rétrogradé dans l'équipe académie) et Sheo depuis l'équipe LFL, Team BDS réalise un segment d’hiver en dents de scie, alternant excellentes performances et erreurs maladroites, notamment à cause du format en une seule manche gagnante. L’équipe suisse termine première de la phase régulière du segment printanier, mené par un collectif enfin rodé,. La Team BDS ne perdra même aucun match durant les phases finales, et rejoindra la finale du LEC pour la première fois de son histoire et de celle de Nuc. Cependant, après avoir perdu les deux premières manches, MAD Lions créera la surprise pour remporter le titre printanier.